# 연하초등학교
연하초등학교(連下初等學敎)는 대한민국 경기도 가평군에 있는 공립 초등학교이다.

## 학교 연혁
- 1949. 09. 01 상면국민학교 역촌분교장 개교
- 6. 25로 교사 전소
- 1955. 04. 01 연하초등학교로 재 개교
- 1981. 03. 01 병설유치원 개원(1학급)
- 2012. 03. 01 6학급편성(특수 1학급, 유치원 1학급)
- 2024. 03. 01 제23대 이현랑 교장 부임
- 2025. 01. 03 제71회 졸업식(2,269명)

## 참고 자료
- 연하초등학교 - 한국교육학술정보원 학교알리미